# استاریه چوپتی
استاریه چوپتی (انگلیسی: Staryye Chupty) یک شهرک در شهرستان چکماگوشفسکی استان باشقیرستان کشور روسیه است.